# Ludwig Manzel
Karl Ludwig Manzel (Neu Kosenow - Anklam, 3 de junio de 1858 - Berlín, 20 de junio de 1936) fue un escultor alemán.

## Datos biográficos
Manzel nació en el seno de una familia humilde. Su padre, natural de Neustrelitz, fue sastre, y su madre, la hija de un granjero de Gnevezin, trabajó como partera. La familia se trasladó primero a Boldekow, y posteriormente en 1867 en Anklam, donde Ludwig asiste a la escuela secundaria. Su padre murió en 1872 y Manzel fue a Berlín en 1875, donde, mal estudiante, entró en la Escuela de Bellas Artes. Se las arregló para vivir a través de sus dibujos que aparecieron publicados en diarios como Ulk o Lustige Blätter. Fue alumno de Albert Wolff y Fritz Schaper. Obtuvo cierto éxito con su grupo escultórico el camino, por el que ganó el Gran Premio de la Academia y una bolsa de viaje de la Fundación Rohr , que le permitió visitar París, donde se quedó y estudió durante tres años.
En el año 1889 se instaló como escultor independiente en Berlín. Él es el autor, con Moritz von Reymond de las escenas berlinesas. tituladas Los Adoquines de Berlín. A continuación, se puso en contacto con la pareja imperial y esculpió una serie de bustos y bajorrelieves, pero su verdadero avance llegó a mediados de los años 1890. Fue el autor de las estatuas de la Catedral de Berlín y del Reichstag en 1894, y recibió encargos para varios monumentos imperiales en las ciudades provinciales de Prusia.
Manzel fue nombrado miembro de la Academia de las Artes en 1895 y profesor de Artes y Oficios de Berlín. Sucede en el cargo a Reinhold Begas como director de taller cargo que ocupó hasta 1925. Entre sus alumnos estuvo, entre otros, Josef Thorak. Presidió la Academia Prusiana de las Artes 1912 a 1915 y de 1918 a 1920.

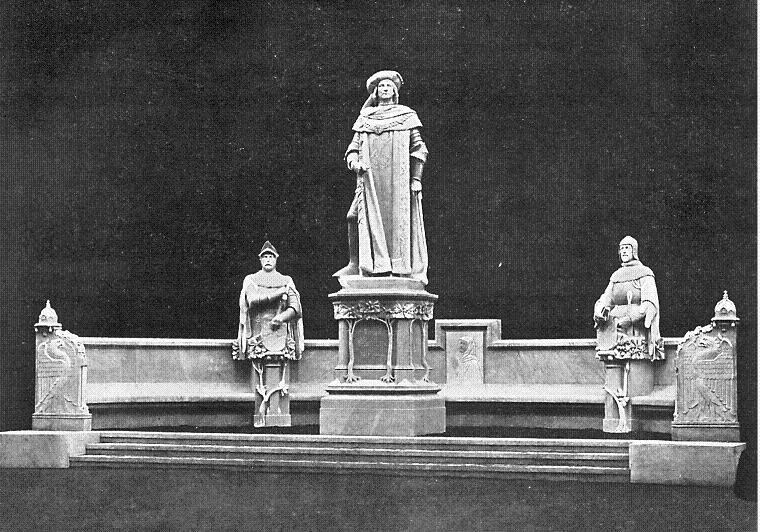
Monumento a Friedrich I en la avenida de la Victoria (Siegesallee en alemán). Desaparecido.

Cuando alcanzó el reconocimiento como escultor, se trasladó a la Kaiserallee en Wilmersdorf, y posteriormente, a la Görrestraße en el distrito de Friedenau en un sector rodeado de muchos artistas. De nuevo se trasladó en 1908 y mandó construir una casa al estilo de las casas de campo inglesas en la calle Sophienstraße de Charlottenburg. En ese momento se movía en los círculos próximos a Guillermo II lo que le facilitó más encargos.
En el último período de su carrera, Manzel volvió a la pintura y pintó varios retablos para las iglesias de Charlottenburg.
Ludwig Manzel está enterrado en el Cementerio Suroeste de Stahnsdorf. Su tumba está coronada por una cabeza de mujer que se deriva de los primeros años de la carrera del escultor, y estaba adornada con la hoja de bronce, obra de Willibald Fritsch. Este último, que fue su alumno, se la había ofrecido al escultor de su quincuagésimo cumpleaños.

### Familia

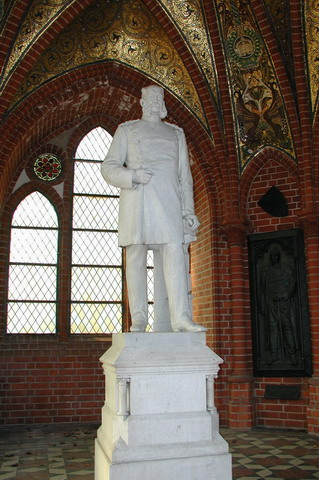
Estatua en mármol de Guillermo I en la torre de Grunewald.

Ludwig Manzel casó en 1902 con la hija de un capitán de caballería de Nakel, Alice Tonn, con quien tuvo un hijo y dos hijas.

## Selección de obras
De 1889 es la estatua La Paz defendida por las armas. En 1894 realizó las esculturas de los Apóstoles para la Catedral de Berlín. En 1894 la estatua de Enrique III el Negro que adorna el Reichstag. de este tiempo es la estatua de Guillermo I que se encuentra reproducida en Anklam, Estrasburgo y Bernburgo. De 1898, es la fuente Sedina, figura alegórica de la ciudad como la encarnación de la ciudad de Szczecin o Stettin donde se instaló; esta obra fue galardonada con una medalla de oro en la exposición de las Bellas Artes de Berlín en 1896; la pieza fue retirada en 1942 en el transcurso de la Segunda Guerra Mundial y fundida para material bélico.
Del año 1900 es el monumento N°15 de la avenida de la Victoria (en alemán Siegesallee ) de Berlín. El conjunto está formado por una figura pedestre representando al príncipe elector Federico I de Brandeburgo (1371-1440), flanqueado por los bustos del conde Johann Graf von Hohenlohe (a la izquierda) y el gobernador Wend von Ileburg. La bancada estaba adornada en su parte posterior con un bajorrelieve de la princesa Élisabeth. La presentación del grupo tuvo lugar el 28 de agosto de 1900.
De 1906 es el busto de Guillermo II, con copias en toda Alemania. De su antecesor Guillermo I hizo una estatua que se conserva en la torre de Grunewald . De este periodo es la estatua retrato del mariscal Paul von Hindenburg,con copias en toda Alemania. Otras obras de Manzel son la estatua de "La Obra (Die Arbeit)" en el atrio central de la tienda Wertheim en la Leipziger Platz y una estatua ecuestre del emperador Federico III, de 1910.
Su obra más importante, el alto-relieve monumental de doce metros de ancho y dos metros de alto de Cristo representado con el lema "Venid a mí todos los que estáis fatigados y cargados, yo os haré descansar" de 24 figuras; en él trabajó desde 1909 hasta 1924. De 1932 es la tumba para Friedrich Wilhelm Murnau en el cementerio Sudoeste de Stahnsdorf. En el mismo cementerio tuvo Manzel su lugar de descanso final en 1936. 
Después de la toma del poder por los nazis, creó una medalla de bronce con el retrato de Joseph Goebbels. 

### Galería de imágenes

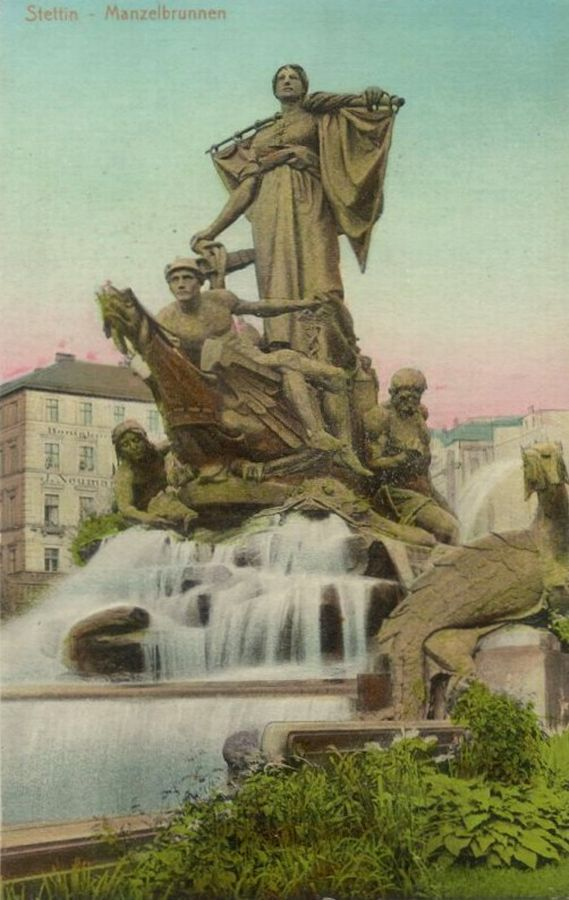
La fuente de Manzel en Stettin (disaparecida)
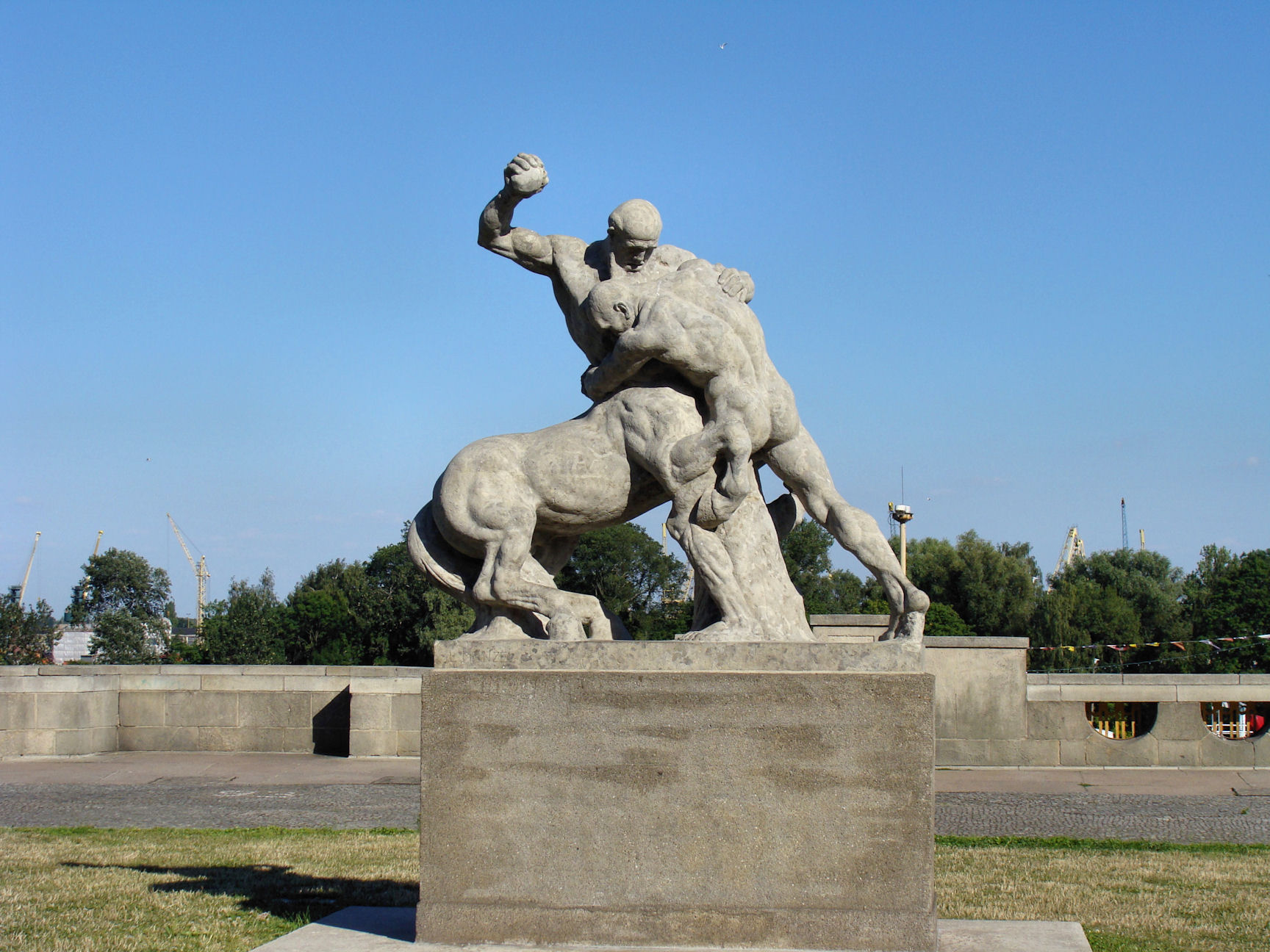
El combate de Hércules con el centauro (Stettin)
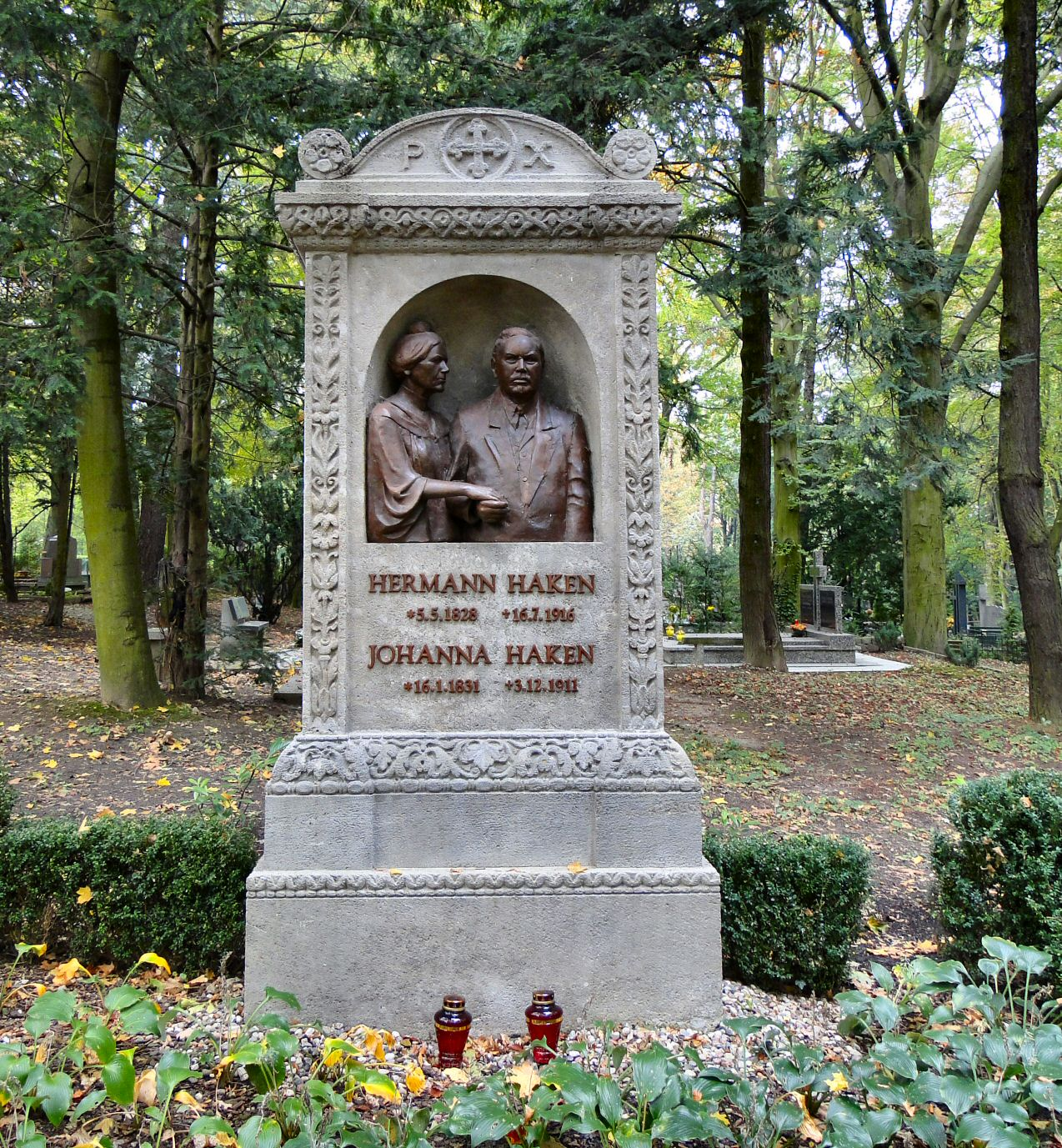
Sepultura Haken en el cementerio central de Stettin (a día de hoy Szczecin)
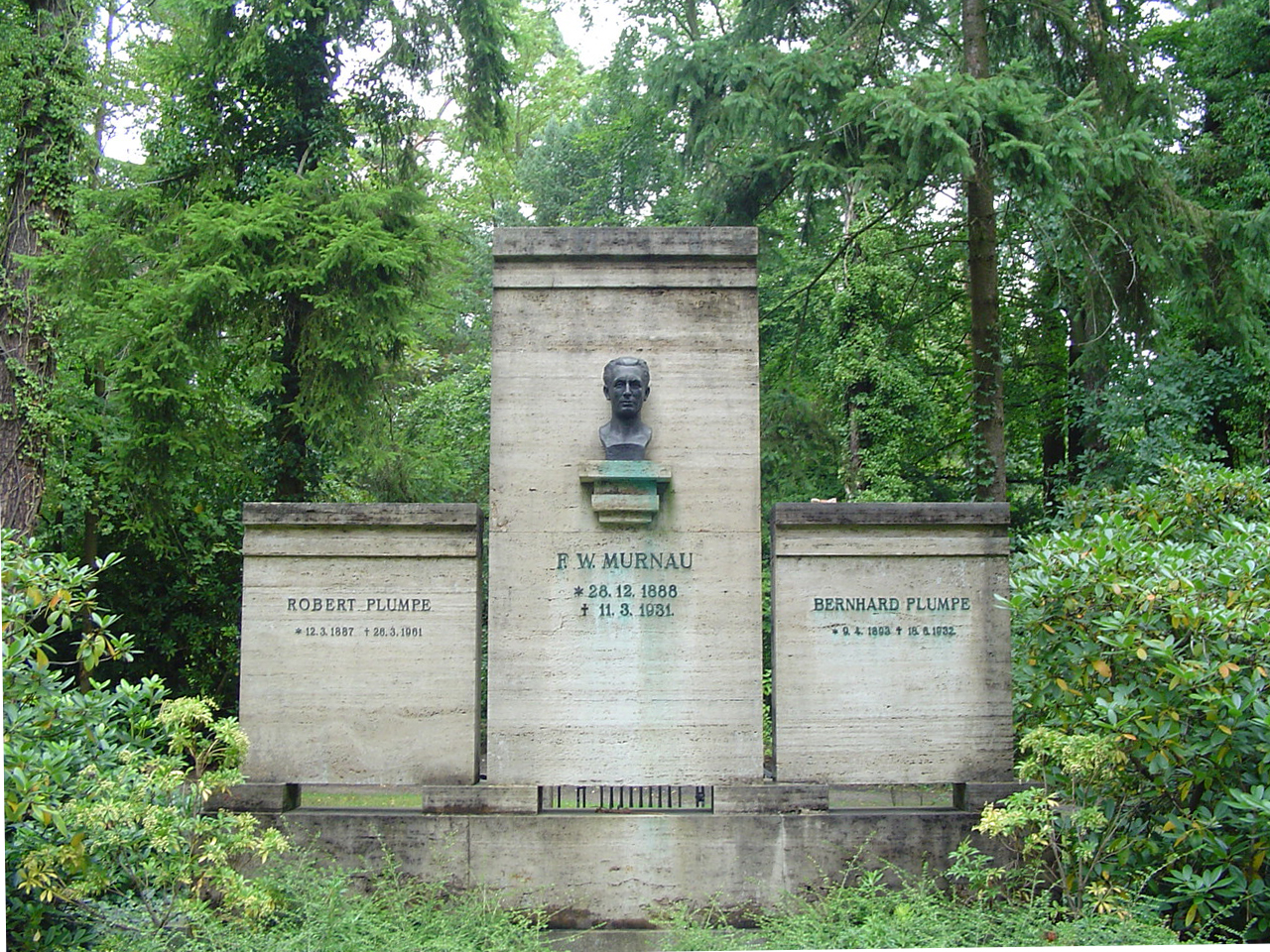
Tumba de Murnau en el cementerio Sud-Oeste de Stahnsdorf

 Pulsar sobre la imagen para ampliar. 